# Tom Stubbe
 (Blankenberge, 26 maggio 1981) è un ex ciclista su strada belga, professionista dal 2005 al 2011.

## Palmarès

### Strada
- 2002 (Dilettanti)

2ª tappa Triptyque des Barrages
- 2003 (Dilettanti)

6ª tappa Arden Challenge
- 2004 (Dilettanti)

4ª tappa Triptyque des Barrages
Classifica generale Tour du Loir-et-Cher

## Piazzamenti

### Grandi Giri
- Giro d'Italia

2008: ritirato (4ª tappa)

### Classiche monumento
- Milano-Sanremo

2008: 149º